# Terzo partito (Stati Uniti d'America)
Terzo partito è un termine utilizzato negli Stati Uniti per i partiti politici americani diversi dai due partiti dominanti, attualmente i partiti repubblicano e democratico. A volte viene utilizzata anche la formulazione "partito minore".
I terzi partiti si trovano più spesso quando candidano proprie esponenti alla carica presidenziale, anche se nessun candidato di un terzo partito ha mai vinto l'elezione presidenziale da quando il Partito Repubblicano è diventato uno dei due partiti principali a metà del XIX secolo. Nessun candidato di un terzo partito ha vinto voti elettorali da quando George Wallace lo ha fatto nel 1968.

## Attuali terzi partiti statunitensi

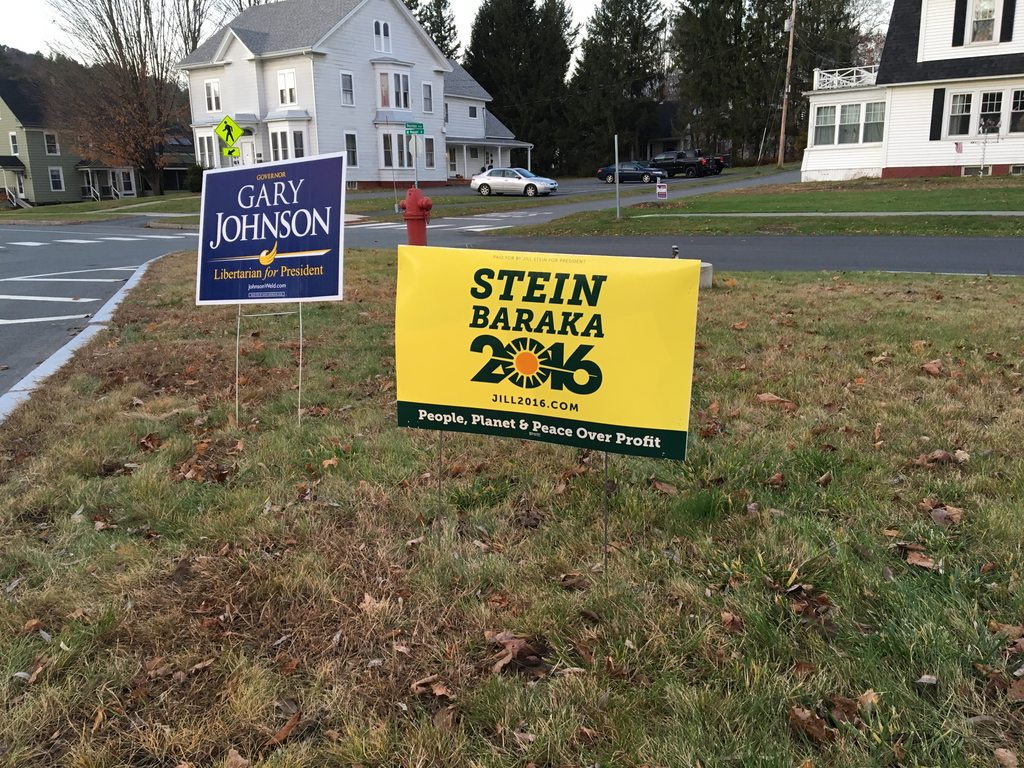
Attualmente, i partiti libertario e verde sono i più grandi negli Stati Uniti dopo i partiti repubblicano e democratico. Qui sono mostrati i segni delle loro campagne 2016.

### Maggiori terzi partiti (con più di 100.000 elettori registrati)
- Partito Libertario - libertarismo, economia laissez-faire, libertà civili, pacifista
- Partito Verde degli Stati Uniti – ambientalismo, ecosocialismo, anticapitalismo, progressismo, libertà civili, pacifista
- Partito della Costituzione : conservatorismo, paleoconservatorismo, ricostruzionismo cristiano, conservatorismo sociale

### Terze partiti più piccoli classificati per ideologia
Questa sezione include solo i partiti che hanno effettivamente presentato candidati negli ultimi anni.

#### Destra
Questa sezione include qualsiasi partito che sostenga posizioni connesse al conservatorismo americano, incluse le ideologie della Vecchia e della Nuova Destra.
- Christian Liberty Party

Terzi partiti esclusivamente statali
- Partito Indipendente Americano (California)
- Alaskan Independence Party
- Conservative Party of New York State
- Constitution Party of Oregon

#### Centro
Questa sezione include qualsiasi partito indipendente, populista, che rifiuti le politiche di destra e sinistra o privo di una piattaforma di partito.
- Alliance Party (United States)
- American Solidarity Party
- Citizens Party
- Forward Party
- Partito della Riforma
- Serve America Movement
- United States Pirate Party
- Unity Party of America

Terzi partiti esclusivamente statali
- Moderate Party of Rhode Island
- Independent Party of Delaware
- Independent Party of Oregon
- United Utah Party

#### Sinistra
Questa sezione include i partiti con una piattaforma di sinistra liberale, progressista, socialdemocratica, socialista democratica o marxista.
- African People's Socialist Party
- Partito Comunista degli Stati Uniti d'America
- Freedom Socialist Party
- Partito per il Socialismo e la Liberazione
- Peace and Freedom Party
- Justice Party USA
- Socialist Action
- Socialist Equality Party
- Socialist Alternative
- Partito Socialista degli Stati Uniti d'America
- Partito Socialista dei Lavoratori
- Solidarity
- Working Class Party
- Workers World Party
- Working Families Party

Partiti esclusivamente statali
- Charter Party (solo Cincinnati, Ohio
- Green Party of Alaska
- Green Party of Rhode Island
- Liberal Party of New York
- Liberty Union Party (Vermont)
- Oregon Progressive Party
- Progressive Dane (Dane county, Wisconsin)
- United Independent Party (Massachusetts)
- Vermont Progressive Party
- Washington Progressive Party

#### Nazionalisti etnici
Questa sezione include le parti che sostengono principalmente la concessione di privilegi o corrispettivi speciali agli appartententi di un determinato gruppo etnico, religioso, tribale, ecc.
- American Freedom Party
- Black Riders Liberation Party
- Movimento Nazionale Socialista
- New Black Panther Party

Sono inclusi in questa categoria anche diversi partiti fondati nelle riserve indiane ed il cui successo è confinato alle riserve stesse, in quanto dediti esclusivamente al progresso delle tribù a cui erano assegnate le riserve. Un esempio di partito nazionalista tribale particolarmente potente è il Seneca Party che opera nelle riserve della Seneca Nation di New York.

#### Protestatari o single-issue
Questa sezione include i partiti che principalmente sostengono la politica single-issue (sebbene possano avere una piattaforma più dettagliata) o potrebbero cercare di attirare voti di protesta piuttosto che organizzare campagne politiche più ampie e serie.
- Humane Party
- Legal Marijuana Now Party
- Partito Proibizionista
- United States Marijuana Party

Partiti esclusivamente statali
- Aloha ʻĀina Party (Hawaii)
- Approval Voting Party (Colorado)
- California National Party
- Natural Law Party (Michigan)
- New York State Right to Life Party
- Rent Is Too Damn High Party (New York)

## Elezioni
Un certo numero di candidati di partiti terzi, ovvero indipendenti, si sono comportati bene in molte elezioni statunitensi.
Verdi, libertari e altri hanno eletto rappresentati statali e funzionari locali. Il Partito Socialista elesse centinaia di funzionari locali in 169 città, in 33 stati, nel 1912, tra cui Milwaukee, Wisconsin, New Haven, Connecticut, Reading, Pennsylvania e Schenectady, New York. Ci sono stati governatori del XX secolo eletti come indipendenti e da partiti come progressisti, riformatori, contadini, populisti e proibizionisti. Altri hanno vitno le elezioni nel XIX secolo. Tuttavia, gli Stati Uniti hanno un sistema bipartitico da oltre un secolo. Il sistema di voto per le elezioni presidenziali e quello per le elezioni del Congresso hanno nel tempo creato il sistema bipartitico (vedi legge di Duverger), a causa della loro impostazione di tipo maggioritario (c.d. "winner take all").
I candidati di partiti terzi a volte vincono le elezioni. Ad esempio, un candidato "terzo" ha vinto due volte le elezioni del Senato degli Stati Uniti (0,6%) dal 1990. A volte viene eletto un funzionario nazionale non affiliato, ma approvato da uno dei due maggiori partiti. La senatrice Lisa Murkowski ha vinto la ri-elezione nel 2010 come candidata iscritta, ma non nominata, del Partito Repubblicano, mentre il senatore Joe Lieberman, nel 2006, ha corso e vinto come candidato di un terzo partito dopo aver lasciato il Partito Democratico. Al momento, ci sono solo due senatori, Angus King e Bernie Sanders, che non sono né democratici, né repubblicani, mentre l'ex Rappresentante Justin Amash si è unito al Libertarian Party dal 28 aprile 2020. Sebbene i candidati di terzi partiti raramente vincano effettivamente le elezioni, possono avere un impatto significativo su di esse. Se fanno bene, vengono spesso accusati di avere un effetto spoiler . In alcune occasioni, i candidati terzi hanno vinto voti nel collegio elettorale, come nelle elezioni presidenziali del 1832, o in quelle del 1856. Inoltre, possono attirare l'attenzione su questioni ignorate dai partiti di maggioranza, fino ad obbligarli, se accettate da parti consistenti di elettori, all'inserimento nella piattaforma programmatica dei propri candidati. In aggiunta, il candidato di un partito terzo può essere utilizzato dagli elettori per esprimere un voto di protesta, come forma di referendum implicito su una questione importante caldeggiata solo dal terzo partito. I partiti terzi possono anche supportare l'affluenza alle urne convincendo più persone a partecipare alle elezioni. I candidati presidenziali di partiti terzi possono aiutare ad attirare l'attenzione su altri esponenti del partito, aiutandoli a vincere un ufficio locale o statale. Nel 2004, l'elettorato statunitense registrato era composto per poco più del 42,5% circa da democratici ed il 32,5% da repubblicani, con gli indipendenti e quelli appartenenti ad altri partiti che costituivano quasi il 25%.
Gli unici tre presidenti degli Stati Uniti senza un'importante affiliazione di partito sono stati George Washington, John Tyler e Andrew Johnson, e solo Washington ottenne il mandato e lo ricoprì come indipendente. Nessuno degli altri due è mai stato eletto presidente a pieno titolo, essendo entrambi vicepresidenti che sono saliti alla carica alla morte di un presidente, ed entrambi sono diventati indipendenti perché erano impopolari presso i rispettivi partiti. John Tyler fu eletto nel ticket presidenziale del partito Whig nel 1840 con William Henry Harrison, ma fu espulso dal suo stesso partito. Johnson era il vicepresidente di Abraham Lincoln, che fu rieletto nel ticket del National Union Party - nome temporaneo del Partito Repubblicano - nelle elezioni del 1864.
Bill Walker dell'Alaska è stato, dal 2014 al 2018, l'unico governatore indipendente degli Stati Uniti. Fu anche il primo governatore indipendente dell'Alaska (sebbene non fosse il primo governatore di un terzo partito). Nel 1998, Jesse Ventura venne eletto governatore del Minnesota per il Reform Party.
A partire dal 2021, gli unici Senatori statunitensi indipendenti sono Bernie Sanders, del Vermont e Angus King, del Maine, entrambi scelti da caucus del Partito Democratico. Attualmente nessun Rappresentante proviene da un partito terzo. L'ex deputato Justin Amash del Michigan, originariamente eletto repubblicano, si è unito al Partito Libertario nell'aprile 2020, dopo aver lasciato il Partito Repubblicano, nel luglio 2019, ed è il caso più recente di un Rappresentante di un terzo partito alla Camera. Amash non ha cercato la rielezione nel 2020.

### Confronto tra maggioritario (Winner-take-all) e proporzionale
Nei sistemi maggioritari (o winner-take-all), il candidato con il maggior numero di voti vince, anche quando il margine di vittoria sia estremamente ridotto o la percentuale di voti ricevuti non rappresenti la maggioranza. A differenza di quanto avviene con i sistemi proporzionali, in quelli maggiortari, i secondi classificati non ottengono né il seggio, né alcun tipo di rappresentanza. Negli Stati Uniti i sistemi proporzionali sono rari, soprattutto nelle elezioni superiori al livello locale e sono del tutto assenti a livello nazionale (anche se stati come il Maine hanno introdotto sistemi misti, come il voto a scelta classificata, che considera anche i voti ai terzi partiti, nel caso in cui nessuno dei candidati ottenga la maggioranza delle preferenze). A disincentivare le candidature di terzi partiti alle elezioni presidenziali è il requisito della maggioranza del collegio elettorale; mentre la disposizione costituzionale che decide l'elezione alla Camera dei Rappresentanti, se nessun candidato ottiene la maggioranza, limita la partecipazione dei terzi partiti a queste competizioni elettorali.
Negli Stati Uniti, se un gruppo di interesse è in contrasto con il suo partito, ha la possibilità di candidarsi alle relative primarie con propri simpatizzanti. Se il candidato non vince le primarie e ritiene di avere chances di vincere le elezioni generali, può formare o unirsi ad un terzo partito. A causa delle difficoltà che incontrano nell'ottenere una rappresentanza, i terzi partiti tendono ad esistere per promuovere un problema o una personalità specifici. Spesso l'intento è quello di attirare l'attenzione dell'opinione pubblica nazionale su una questione, al fine di orientare anche le scelte dei partiti principali per costringerli ad intervenire sulla questione stessa, impegnandosi a suo favore o contro di essa. H. Ross Perot fondò un partito terzo, il Reform Party, per sostenere la propria campagna alle elezioni del 1996. Nel 1912, Theodore Roosevelt si impegnò nella corsa alla presidenza con il Partito Progressista, ma, nel 1914, non appoggiò nessuno dei candidati del partito alle elezioni per il Congresso e nelle successive elezioni presidenziali del 1916, si espresse a favore del candidato repubblicano.

### Leggi sull'accesso al voto
A livello nazionale, le leggi sull'accesso al voto sono la principale sfida per le candidature di terzi. partiti.  Mentre di norma il Partito Democratico e quello Repubblicano ottengono facilmente l'accesso al voto in tutti i cinquanta stati, i terzi partiti spesso non riescono a soddisfare i criteri per l'accesso al voto, come ad esempio le tasse di registrazione. In molti stati, i terzi partiti faticano a soddisfare il requisito della raccolta di firme a proprio sostegno e non riescono così ad ottenere l'accesso dei propri candidati o di quelli indipendenti alla competizione elettorale. Nelle elezioni presidenziali più recenti, Ross Perot, un multimilionario, è risucito a candidarsi in ognuno dei 50 stati come indipendente nel 1992 e come candidato del Partito Riformista nel 1996, grazie all'accesso a fondi significativi per le sue campagne. Patrick Buchanan, nel 2000, è riuscito a ripetere il risultato, candidandosi per il Partito Riformista in tutte le 50 votazioni statali, sull'onda della performance di Perot di quattro anni prima. Il Partito Libertario è apparso in almeno 46 stati in ogni elezione dal 1980, ad eccezione del 1984, quando David Bergland ha ottenuto l'accesso in soli 36 stati. Nel 1980, 1992, 1996, 2016 e 2020 il partito ha votato in tutti i 50 stati e nel Distretto di Columbia. Il Partito dei Verdi ha avuto accesso a 44 votazioni statali nel 2000, ma solo a 27 nel 2004. Il Partito della Costituzione è apparso in 42 votazioni statali, nel 2004. Ralph Nader, in corsa come indipendente, è apparso in 34 votazioni statali, nelle elezioni del 2004, ed in 45, nonché nella scheda elettorale del Distretto di Columbia, in quelle del 2008.

### Regole sui dibattiti
I dibattiti presidenziali tra i candidati dei due maggiori partiti si sono verificati per la prima volta nel 1960, poi, dopo tre turni privi di confronti pubblici, sono ripresi nel 1976 e da allora si sono ripetuti in tutte le elezioni. Candidati di partiti terzi o indipendenti sono stati inclusi in questi dibattiti in soli due tornate presidenziali, nel 1980 e nel 1992. Nel 1980 però, Ronald Reagan e John B. Anderson (candidato indipendente) parteciparono ad un dibattito, ma il presidente in carica Carter rifiutò di apparire con Anderson che fu poi escluso dal successivo dibattito tra Reagan e Carter.
I dibattiti per le altre competizioni elettorali statali e federali spesso escludono candidati indipendenti e di terzi partiti e la Corte Suprema non ha ritenuto irregolari tali comportamenti in diversi casi. La Commissione sui Dibattiti Presidenziali (CPD) è una società privata. L'indipendente Ross Perot è stato incluso in tutti e tre i dibattiti tra il repubblicano George H.W. Bush ed il democratico Bill Clinton nel 1992, in gran parte per volere degli organizzatori della campagna di Bush. La partecipazione ai confronti televisivi ha aiutato Perot a salire dal 7% prima dei dibattiti al 19% il giorno delle elezioni.
Nel 1996 Perot è stato però escluso dai dibattiti, nonostante il successo ottenuto quattro anni prima. Successivamente le regole di accesso al dibattito sono state riviste e, nel 2000, hanno reso ancora più difficile l'accesso per i candidati di terzi partiti stabilendo che, oltre a essere presenti in un numero di stati sufficiente per ottenere la maggioranza del collegio elettorale, i partecipanti al dibattito devono ottenere il 15% nei sondaggi precedenti al dibattito stesso. Questa regola è rimasta in vigore per il 2004, quando ben 62 milioni di persone hanno assistito ai dibattiti, e ha continuato ad essere in vigore dal 2008. Per informazione va sottolineato che il criterio del 15%, se fosse stato applicato, avrebbe impedito ad Anderson e Perot di partecipare ai dibattiti in cui sono apparsi.

### Emarginazione del partito maggiore
Un candidato di un terzo partito, a volte, riesce ad attirare l'attenzione di una parte degli elettori, portando una singola o specifica questione alla ribalta nazionale e rappresentando una parte significativa del voto popolare. I partiti maggiori spesso rispondono a questo problema includendolo nel programma di una successiva elezione. Dopo il 1968, durante la presidenza Nixon, il Partito Repubblicano adottò una "Strategia del Sud " per ottenere il sostegno dei Democratici conservatori contrari al Movimento per i diritti civili e per sottrarre consensi ai terzi partiti con programmi specifici degli stati del sud. Questo può essere visto come una risposta alla popolarità del candidato segregazionista George Wallace che ottenne il 13,5% del voto popolare nelle elezioni del 1968 per l'American Independent Party.
Nel 1996, sia i Democratici che i Repubblicani hanno deciso di ridurre il deficit grazie alla popolarità ottenuta su questo punto da Ross Perot nelle elezioni del 1992. Questo ha chiaramento indebolito la campagna di Perot nelle elezioni del 1996.